# Дягутене, Ирена
Ире́на Дягуте́не (лит. Irena Degutienė; род. 1 июня 1949, Шяуляй, Литовская ССР, СССР) — литовский политик. Председатель Сеймa Литовской Республики (2009—2012), член правящей объединённой партии консерваторов «Союз Отечества» — Христианские демократы (с 1994 года).

## Образование
В 1974 году Ирена Дягутене окончила Медицинский факультет Вильнюсского государственного университета.

## Карьера
C 1974 по 1994 год Ирена Дягутене работала по специальности, пройдя путь от врача-терапевта на хлопковом комбинате небольшого города до главного врача больницы Красного креста, филиала клиник Сантара Вильнюсской университетской больницы.
В 1994 году она стала секретарем министерства здравоохранения Литвы.
В 1996 году избиралась в Сейм Литвы по спискам консервативной партии Союз Отечества — Христианские демократы.
В 1996—2000 годах — министр труда и соцобеспечения в правительствах Гедиминаса Вагнорюса, Роландаса Паксаса и Андрюса Кубилюса.
17 сентября 2009 года после голосования в Сейме былa избрана спикером (председателем); за её кандидатуру проголосовало 87 членов парламента (48 — «против»). (15 сентября 2009 года после голосования в Сейме был снят с должности спикера (председателя) Арунас Валинскас; за снятие проголосовало 90 членов парламента, против 20 и 9 бюллетеней оказались испорченными). Таким образом, два из трёх высших государственных постов в Литве (президента и главы парламента) занимали женщины.
Занимала должность спикера до парламентских выборов 11 созыва, в котором 17 ноября 2012 года заняла пост вице-спикера.
Член комитета по бюджету и финансам (с 20 ноября 2012). Член Комиссии по мировому литовскому сообществу (с 14 марта 2013). Член фракции «Союз Отечества» — Христианские демократы (с 16 ноября 2012).
Заместитель председателя Сейма (с 2016).

## Награды
- Кавалер Большого креста ордена Витаутаса Великого (4 июля 2019 года)[4].
- Медаль Балтийской ассамблеи (29 ноября 2003 года)[5].